# Ambracia (Ennio)
L'Ambracia (Ambracia) è una fabula praetexta del tragediografo e commediografo latino Quinto Ennio. 

## Trama
Seconda praetexta composta da Ennio, dopo le Sabinae, l'opera, di argomento romano e di tono patriottico e celebrativo, fu composta per celebrare la vittoria riportata nel 189 a.C. dal console Marco Fulvio Nobiliore contro gli Etoli, nell'Epiro meridionale, che si concluse con la presa della città capitale dei nemici, Ambracia. Lo stesso Ennio partecipò, con l'intento di cantare alla maniera ellenistica le gesta del condottiero, alla spedizione.